# Jack Rozparovač (muzikál)
Jack Rozparovač je romantický muzikál z dílny slovenského hitmakera Vaša Patejdla. Světovou premiéru měl 27. února 2007 v Divadle Kalich. Do příběhu nejznámějšího masového vraha 19. století byl vložen příběh lásky, oběti i téma odvěkého boje dobra a zla, respektive Boha a Ďábla, který přímo v muzikálu vystupuje. Během prvního uvádění se odehrálo bezmála 200 repríz.
Jack Rozparovač sklidil obrovský úspěch také na světové muzikálové scéně. Stal se obrovským trhákem v jihokorejském Soulu, kde se uvádí od 13. listopadu 2009 dodnes. Muzikál byl pro zahraniční uvádění dramaticky upraven, především byly přidány čtyři další hudební čísla, mezi kterými je i hit skupiny Elán Voda, čo ma drží nad vodou.
8. března 2010 se Jack Rozparovač vrátil do Divadla Kalich. Tváří obnovené premiéry se stala Leona Machálková, která nově vystupuje v roli Glorie. Dalším nováčkem je Jan Kříž v roli detektiva Roberta Andersona. Jedinou inscenační změnou bylo přidání nové písně Láska má žije dál. Muzikál se stále uvádí v Divadle Kalich, stejné nastudování lze vidět také na hostování na Slovensku.

## Hudební čísla a stručný děj

### První půle
- Londýn 1888 – Londýnské prostitutky zpívají o Londýně a svém řemeslu
- Proč se prodávám – Polly běduje nad svým osudem prostitutky
- Už nechci – Jack proklíná ženy, které se mu vysmívají za jeho impotenci
- Jen pojď – Ďábel slibuje Jackovi vášeň výměnou za životy prostitutek
- Jsem Ďábel – Ďábel uspěje a zpívá o svém úkolu a prospěchu pro lidstvo
- Tanec smrti – Jack zabíjí svou první oběť, Polly
- Requiem za Polly – Prostitutky zpívají requiem pro zavražděnou Polly
- Jen se ptám – Glorie na místě činu o osudu své sestry Polly
- Prostitutky (Irská) – I přes hrozící nebezpečí prostitutky dále konají svou práci
- Nebeský chór – Polly z nebes radí jedné z prostitutek, aby si dávala pozor
- O něčem sním – Milostný duet Glorie a detektiva Roberta Andersona
- Jack Rozparovač – Ďábel chválí Jacka za jeho činy, společně vymyslí přezdívku Rozparovač
- Rozjeďte pátrání – Policejní prezident Monroe povzbuzuje Andersona a celý policejní sbor k pátrání
- Já ty oči znám – Bláznivá prostitutka Elizabeth zpívá o očích ďábla, který zabil jejího malého syna

### Druhá půle
- Děsivá noc – Prostitutky i Londýňané zpívají o hrozbě Jacka Rozparovače
- Už lásku znám – Milostný duet Glorie a detektiva Roberta Andersona
- Lidovka – Píseň Flašinetáře
- Ty jsi mé zklamání – Glorie ze sebe udělá volavku a obleče se jako prostitutka, Anderson si myslí, že jí skutečně je a zříká se jí
- Láska má žije dál – Glorie zpívá o své lásce k Andersenovi (přidaná píseň, obnovená premiéra 2010)
- Žádám, Bože náš – Elizabeth zpívá o tom, aby si jí Bůh již vzal k sobě a k jejímu synovi
- Finále (Budí se den) – Hrozba Jacka Rozparovače pominula, vše se vrací k normálu

## Nahrávky
Se světovou premiérou v roce 2007 vychází výběrové CD písní z muzikálu. V roce 2010 vychází reedice k obnovené premiéře, která obsahuje kompletní písně a bonusové DVD s dokumenty, rozhovory s tvůrci, klipy a fotogalerií. CD s výběrem písní získala za prodeje Zlatou desku.

## Tvůrčí tým
- Hudba – Vašo Patejdl
- Námět a libreto – Ivan Hejna
- Texty písní – Eduard Krečmar
- Autor projektu – Martin Hrdinka
- Režie – Petr Novotný
- Choreografie – Pavel Strouhal
- Scéna – Šimon Caban
- Kostýmy – Simona Rybáková
- Světelný design – Pavel Doutovský

## Osoby a obsazení
- Jack Rozparovač – Jiří Langmajer, Filip Blažek, Roman Říčař, Henrich Šiška
- Ďábel – Vladimír Marek, Zdeněk Podhůrský
- Glorie – Daniela Šinkorová, Sabina Laurinová, Michaela Kuklová, Ivana Jirešová, Leona Machálková
- Polly – Sabina Laurinová, Jana Vaculíková, Ivana Jirešová
- Robert Anderson – Roman Vojtek, Petr Vondráček, Lumír Olšovský, Jan Kříž, Zbyněk Fric
- John Monroe – Josef Laufer, Ivan Vodochodský, Henrich Šiška
- Flašinetář – Richard Tesařík, Ladislav Spilka
- Mary Anne – Ivana Jirešová, Kateřina Nováková
- Annie – Zuzana Krištofová, Kateřina Šildová
- Kathrin – Jana Vaculíková, Veronika Veselá
- Elizabeth – Hana Zagorová, Jana Feriová, Renata Podlipská
- pasák – Petr Novotný, Hynek Svrček
- policajt – Michal Pleskot, Jan Urban
- konstábl – Antonín Moravec, Juraj Bernáth
- kolportér – Josef Vágner, Jan Schmigmator
- Jane – Alžbeta Stanková, Sabina Schulzová
- Viktorie – Jana Sochůrková, Jiřina Urbanová
- baba – Renata Podlipská, Athina Langoská
- tanečníci – Václav Muška, Martin Pešek

## Multimédia
- Devítiminutový video sestřih z obnovené premiéry
- Nová píseň (singl) Láska má žije dál od Leony Machálkové legálně ke stažení